# Daily News (Zimbabwe)
Pour les articles homonymes, voir Daily News.
Le Daily News est un ancien quotidien indépendant du Zimbabwe publié à Harare. Fondé le 31 juillet 1999, il a été le dernier journal indépendant du Zimbabwe. Il était au grand format et tirait à plus de 100 000 exemplaires.
Il a été victime d'attaques à la bombe en 2000 et 2001 et interdit en 2003, malgré une décision de justice en sa faveur. Son fondateur, le journaliste Geoffrey Nyarota, était célèbre pour ses critiques de Robert Mugabe.

## Histoire
Beaucoup[évasif] ont perçu le Daily News comme lié au Mouvement pour le changement démocratique (MDC), en raison de ses critiques constantes du Zanu-PF et du gouvernement, bien qu'en réalité le MDC n'ait été formé que le 11 septembre 1999. Ses partisans croient que le journal a été délibérément ciblé par le gouvernement pour sa description négative de l'action de l'administration Mugabe. Les locaux du journal ont été attaqués deux fois à la bombe, sans doute par des miliciens du Zanu-PF, mais personne n'a été arrêté pour ces incidents.
Le 22 avril 2000, une bombe artisanale a été lancée devant la porte du journal depuis une voiture. Le 28 janvier 2001, une série de bombes a explosé dans ses locaux, détruisant sa presse à imprimer. L'enquête sur ces incidents n'a pas abouti. Des journalistes indépendants ont soupçonné le gouvernement ou ses partisans d'être à l'origine de ces attaques.

### Critiques duDaily News
Le journal lui-même a été l'objet de critiques de la part de l'Association des anciens combattants de la guerre de libération nationale (ZNLWVA), de la police et du gouvernement à de nombreuses reprises. Chenjerai Hunzvi, président du ZNLWVA l'a menacé pour avoir parlé de manière répétée de l'association de façon négative : « Je ne veux pas partir en guerre contre le journal, mais c'est mon dernier avertissement ».
Le 9 juin 2000, un groupe de vétérans a brûlé des exemplaires du Daily News à Kwekwe. Certains ont aussi sévèrement battu un de ses reporters, Chengetai Zvauya, après l'en avoir menacé,.

### Action du gouvernement
Le 6 novembre 2001, The Herald, journal appartenant au gouvernement, a publié un article annonçant que le Zimbabwe Investment Center (ZIC) avait suspendu la licence d'investissement d'Associated Newspapers of Zimbabwe (ANZ), la compagnie-mère du Daily News, pour avoir violé les lois sur l'investissement en acceptant de nouveaux actionnaires. L'ANZ a nié cette accusation, déclarant qu'il n'y en avait aucune preuve et que ce problème était simplement lié à une erreur faite par PricewaterhouseCoopers en 1997 au moment d'enregistrer la compagnie. Son directeur exécutif Muchadeyi Masunda a déclaré que les charges étaient « incompréhensibles ».

### Jugement
Le journal ayant été interdit en septembre 2003, la Cour suprême du Zimbabwe a rejeté les accusations au motif qu'il n'y avait pas assez de preuves qu'il était publié illégalement et ordonné qu'il soit autorisé à reprendre sa publication. Cependant le gouvernement a ignoré cette décision, le ministre de l'information Jonathan Moyo affirmant qu'elle n'avait pas valeur légale, le juge n'ayant pas le pouvoir de s'opposer à l'Access to Information and Protection of Privacy Act (AIPPA), la loi sur les médias promulguée en 2002. La Commission des médias et de l'information (MIC) a déclaré que le journal n'avait pas de licence de publication selon la nouvelle loi. « Un principe cardinal de l'état de droit est que, bien que les cours de justice aient le devoir d'interpréter la loi, le gouvernement exécutif a le devoir de l'appliquer, et c'est précisément ce qu'il va faire dans ce cas » a déclaré J. Moyo.

## Retour en 2010
En mai 2010, une commission gouvernementale sur les médias a autorisé quatre publications, dont le Daily News, à publier un quotidien.